# Lithoprocris hason
Lithoprocris hason är en fjärilsart som beskrevs av Paul Dognin 1899. Lithoprocris hason ingår i släktet Lithoprocris och familjen björnspinnare. Inga underarter finns listade i Catalogue of Life.